# Achterhar
De achterhar is een onderdeel van de sluisdeur van een sluis. Deze zorgt ervoor dat de sluisdeur, ter plaatse van de aanslag, waterdicht aansluit op het sluishoofd.

## Toepassing
De achterhar is een halfafgeronde houten balk die aan de achterzijde van een houten sluisdeur is bevestigd. Deze zorgt ervoor dat de aansluiting met het landhoofd vrijwel waterdicht wordt.
Door de excentrische plaatsing van het scharnier van de sluisdeur wordt de achterhar bij het draaien van de deur tegen het landhoofd aangekneld. Indien dit niet het geval was zou de achterhar bij elke opening en sluiting van de deuren tegen het landhoofd schuren, met een snelle slijtage tot gevolg.